# Грилихес, Владимир Александрович
Владимир Александрович Грилихес (16.01.1938-24.09.2008) — российский учёный в области космических солнечных энергетических установок, доктор технических наук, профессор.

## Биография
Окончил Ленинградскую военно-воздушную академию им. А. Ф. Можайского (1960) и её адъюнктуру.
Проходил службу в 4 ЦНИИ МО СССР (РФ) и его научно-исследовательском центре в должностях преподавателя, старшего преподавателя, начальника научно-исследовательской лаборатории, старшего преподавателя (1965—1987), начальника отдела (1987—1994). В 1994—1999 главный научный сотрудник того же ЦНИИ.
С 1999 г. ведущий научный сотрудник Физико-технического института имени А. Ф. Иоффе РАН.
Доктор технических наук(1974). Профессор (1987).
Основное направление научной деятельности — исследование солнечных энергетических установок с концентрацией солнечного излучения.
Под его руководством создана экспериментальная база для исследования космических солнечных энергетических установок и влияния на них факторов космического пространства.
Умер 24 сентября 2008 года в Санкт-Петербурге после тяжелой болезни.

## Сочинения
- Солнечные высокотемпературные источники тепла для космических аппаратов / В. А. Грилихес, В. М. Матвеев, В. П. Полуэктов. — Москва : Машиностроение, 1975. — 247 с. : ил.; 22 см.
- Солнечные космические энергостанции / В. А. Грилихес; отв. ред. Н. С. Лидоренко. — Ленинград : Наука, 1986. — 182 с. : ил.
- Солнечная энергия и космические полеты / В. А. Грилихес, П. П. Орлов, Л. Б. Попов; Отв. ред. С. В. Тимашев. — М. : Наука, 1984. — 215 с. : ил.; 22 см;
- Фотоэлектрическое преобразование концентрированного солнечного излучения / В. М. Андреев, В. А. Грилихес, В. Д. Румянцев; Отв. ред. Ж. И. Алферов; АН СССР, Отд-ние общ. физики и астрономии, Физ.-техн. ин-т им. А. Ф. Иоффе. — Л. : Наука : Ленингр. отд-ние, 1989. — 308,[1] с. : ил.; 22 см; ISBN 5-02-024384-1 (В пер.) : 4 р. 10 к.
- Солнечные энергоустановки. Оценка поступления солнечного излучения : учебное пособие / В. В. Елистратов, В. А. Грилихес, Е. С. Аронова; под ред. В. В. Елистратова. — Санкт-Петербург : Изд-во Политехнического ун-та, 2008. — 100 с. : ил., табл.; 20 см. — (Приоритетный национальный проект «Образование». Инновационная образовательная программа Санкт-Петербургского государственного политехнического университета / Федеральное агентство по образованию, Санкт-Петербургский гос. политехнический ун-т).; ISBN 978-5-7422-2051-0
- Солнечные энергоустановки. Оценка поступления солнечного излучения :  : учебное пособие / В. В. Елистратов, В. А. Грилихес, Е. С. Аронова; под ред. В. В. Елистратова. — Санкт-Петербург : Изд-во Политехнического ун-та, 2009. — 100 с. : ил., табл.; 20 см; ISBN 978-5-7422-2051-0